# Sky Cinema (Deutschland)
Sky Cinema ist ein Fernsehsender von Sky Deutschland.

## Senderlogos

Altes Sky Cinema-Logo
Altes Sky-Cinema-HD-Logo
Sky-Cinema-Logo bis 22. September 2016
Sky-Cinema-HD-Logo bis 22. September 2016
Logo von Sky Cinema vom 22. Sept. 2016 bis 30. September 2020
Logo von Sky Cinema HD vom 22. Sept. 2016 bis 30. September 2020
Logo von Sky Cinema seit 1. Oktober 2020
Logo von Sky Cinema HD seit 1. Oktober 2020

## Gründung
Sky Cinema startete am 4. Juli 2009 und besteht heute aus den folgenden Kanälen:
- Sky Cinema Premiere /HD
- Sky Cinema Highlights /HD
- Sky Cinema Action /HD
- Sky Cinema Family /HD
- Sky Cinema Classics

## Sender
| Logo                     | Sendername                             | Notiz                                                              | Eigentümer      | Sendezeit  | Paket            | Format     |
| ------------------------ | -------------------------------------- | ------------------------------------------------------------------ | --------------- | ---------- | ---------------- | ---------- |
|                          | Sky Cinema Premiere                    | Kanal mit 20 TV-Premieren pro Monat.                               | Sky Deutschland | 24 Stunden | Sky Cinema Paket | 576i SDTV  |
| Sky Cinema Premiere HD   | HD-Simulcast von Sky Cinema Premiere   | Sky Cinema HD                                                      | Sky Deutschland | 24 Stunden | 1080i HDTV       |            |
|                          | Sky Cinema Highlights                  | mit Blockbustern aus allen Zeiten.                                 | Sky Deutschland | 24 Stunden | Sky Cinema Paket | 576i SDTV  |
| Sky Cinema Highlights HD | HD-Simulcast von Sky Cinema Highlights | Sky Cinema HD                                                      | Sky Deutschland | 24 Stunden | 1080i HDTV       |            |
|                          | Sky Cinema Action                      | mit Action, Horror und Sci-Fi-Filme.                               | Sky Deutschland | 24 Stunden | Sky Cinema Paket | 576i SDTV  |
|                          | Sky Cinema Action HD                   | HD-Simulcast von Sky Cinema Action                                 | Sky Deutschland | 24 Stunden | Sky Cinema HD    | 1080i HDTV |
|                          | Sky Cinema Family                      | Filme für die ganze Familie                                        | Sky Deutschland | 24 Stunden | Sky Cinema Paket | 576i SDTV  |
|                          | Sky Cinema Family HD                   | HD-Simulcast von Sky Cinema Family                                 | Sky Deutschland | 24 Stunden | Sky Cinema HD    | 1080i HDTV |
|                          | Sky Cinema Classics                    | mit klassischen Filmen aus den 1930er Jahren zu den 1970er Jahren. | Sky Deutschland | 24 Stunden | Sky Cinema Paket | 576i SDTV  |

### Ehemalige Sender
- Sky Atlantic Thrones /HD
- Sky Serien & Shows /HD
- Sky Cinema +1 /HD[1]
- Sky Cinema Best Of
- Sky Cinema Fun
- Sky Cinema Premieren +24
- Sky Cinema Special
- Sky Cinema Thriller
- Sky Cinema Alien /HD
- Sky Cinema Alien vs. Predator /HD
- Sky Cinema Animation /HD
- Sky Cinema Bourne /HD
- Sky Cinema Comic-Helden /HD
- Sky Cinema Dark Future /HD
- Sky Cinema Dwayne Johnson /HD
- Sky Cinema Emotion
- Sky Cinema Fast & Furious /HD
- Sky Cinema Family Adventure /HD
- Sky Cinema Halloween /HD
- Sky Cinema Harry Potter /HD
- Sky Cinema in Love /HD
- Sky Cinema Luc Besson /HD
- Sky Cinema Sharks /HD
- Sky Cinema Star Wars /HD
- Sky Cinema Superhelden /HD
- Sky Cinema Summerfeeling /HD
- Sky Disney Prinzessinnen /HD
- Sky Cinema Sci-Fi /HD
- Sky Cinema Spider-Man /HD
- Sky Cinema Tierisch /HD
- Sky Cinema Western /HD
- Sky 007 /HD
- Sky Thrones /HD
- Sky Christmas /HD

### Veränderungen des Senderportfolios
Am 12. März 2020 nahm Sky einige Änderungen am Senderportfolio des Sky Cinema-Pakets vor. Dabei wurden bei einigen Sender die Namen und/oder die Inhalte verändert.
| Alter Sender         | Neuer Sender                     |
| -------------------- | -------------------------------- |
| Sky Cinema (HD)      | Sky Cinema Premieren (HD)        |
| Sky Cinema +24 (HD)  | Sky Cinema Premieren +24 (HD)    |
| Sky Cinema +1 HD     | Sky Cinema Thriller HD           |
| Sky Cinema Hits (HD) | Sky Cinema Best Of (HD)          |
| TNT Film             | Warner TV Film HD                |
| Sky Cinema Comedy    | Sky Cinema Fun                   |
| Sky Cinema Nostalgie | Sky Cinema Classics              |
| Kinowelt Television  | Kinowelt TV                      |
| MGM Channel          | Sender über Sky Film eingestellt |
| Sky Cinema +1        | Sender eingestellt               |
| Sky Cinema Emotion   | Sender eingestellt               |

Bei allen anderen Sendern blieben die Namen unverändert.
Weitere Änderungen wurden zum 1. Oktober 2020 vorgenommen.
Im Februar 2024 hat Sky angekündigt, die Zahl seiner linearen Sender zu reduzieren. Dadurch wurden am 11. April 2024 die Sender Fun, Thriller und Premieren +24 eingestellt. Außerdem wurden aus den ehemaligen Sendern Best Of und Special das heutige Sky Cinema Highlights.